# Torre di Cadonica
La Torre di Cadonica è una casa fortificata medievale sita nella piccola frazione di Cadonica, vicino a Mezzano Scotti, frazione del comune di Bobbio in provincia di Piacenza. Posta nel fondovalle non lontano dalle rive del fiume Trebbia.

## Storia
La torre fu elemento difensivo ausiliare del Monastero di San Paolo di Mezzano Scotti. Da alcuni documenti risalenti al 1453 si apprende che i monaci vi si rifugiavano in caso di pericolo, offrendo essa maggior difesa del monastero di Mezzano. Nel 1460 vi trasferirono la loro sede, realizzando un piccolo centro monastico.

## Struttura
La torre, a base quadrangolare, ha struttura massiccia, un ingresso a doppia scalinata e piccole finestre tra cui una elegante bifora sul lato rivolto al fiume, sul lato opposto vi è addossato un piccolo edificio triangolare e un tratto di muratura. Il monastero fu ricomposto con la costruzione, intorno alla torre, di un edificio adibito a uso abitativo, un mulino alimentato dalle acque del torrente Dorba, e un passaggio sotterraneo che collega il l'edificio residenziale del convento con la piccola chiesa. L'edificio residenziale possedeva un loggiato rivolto verso la torre, con colonne in cotto, alcune ancora visibili. La chiesa, oggi sconsacrata, era dedicata dello Sposalizio della Vergine, costruita nel XVII secolo e pesantemente rimaneggiata nel XIX, fu danneggiata da un crollo e ripristinata non con la struttura originaria. Il tunnel sotterraneo che passa sotto la parte abitativa, la strada, e sbuca sotto la chiesetta, è in parte ingombro di macerie ma faticosamente percorribile dai proprietari.

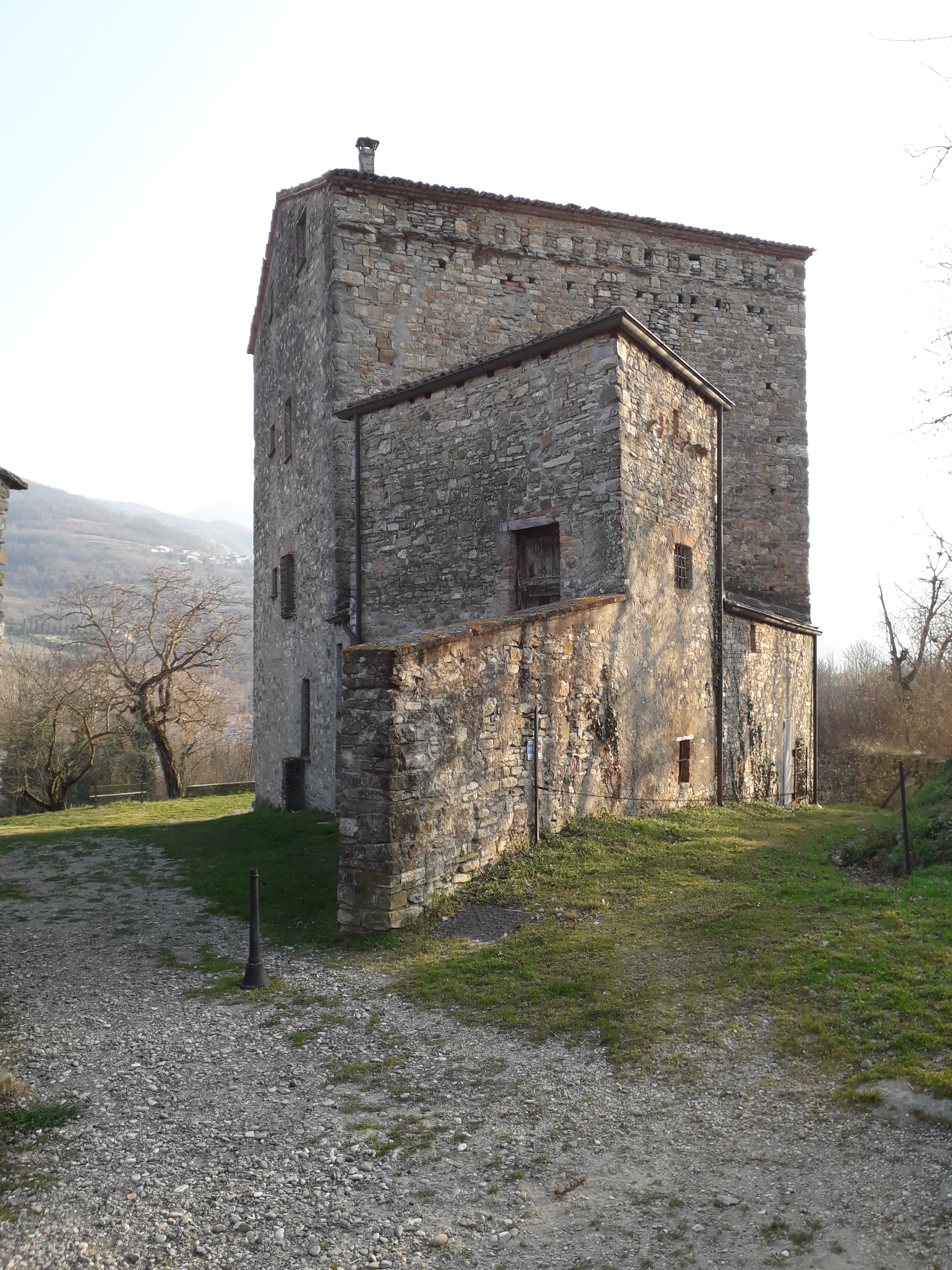
Retro della torre